# 无罪推定原则
無罪推定原則，意指一個人若未被證實及判決有罪，在刑事訴訟中應推定為無罪。與民事诉讼不同，在刑事訴訟中，無罪推定原則是被告普遍享有的法定權利，也是聯合國國際公約確認和保護的基本人權。在此原則下，提起公訴的檢察官應負起舉證責任，負責收集足夠的可靠證據，以證明被告事實上的確有罪；若法院要判被告有罪，所使用的證據必須符合法律限制，而且不能存在合理懷疑。

## 演变
在近代法制以前，确立无罪推定原则的是巴比伦（现伊拉克南部）的汉谟拉比王颁布的世界最古老的法典《汉谟拉比法典》，这一原则也传播到了其他的文明社会。因此，这是一项始于西亚的法律原则，并非起源于欧洲。
在《尚書》〈大禹謨〉中，舜提出「與其殺不辜，寧失不經」這個無罪推定的雛形，由當時的賢臣皋陶實行。
羅馬共和國的十二表法亦提到無罪推定的概念。拉丁法諺，宣稱有罪者，應負起舉證責任，這個責任不應該交給宣稱自己無罪的人（拉丁語：Ei incumbit probatio qui dicit, non qui negat.）體現了這個原則。
無罪推定在啓蒙運動中，再次被作為一項思想原則提出。1764年7月，意大利刑法學家貝卡利亞在《論犯罪與刑罰》中，抨擊了殘酷的刑訊逼供和有罪推定，提出無罪推定的理論構想：「在法官判決之前，一個人是不能被稱為罪犯的。只要還不能斷定他已經侵犯了給予他公共保護的契約，社會就不能取消對他的公共保護。」這句話現在常被簡化為「一個人未定罪之前，都是無罪的。」
無罪推定是典型的直接推定，無須基礎事實的証明，即認定該當事人無罪。換言之，證明被告犯罪之責任由控訴方承擔，被告訴人不負證明自己無罪之義務。
無罪推定原則普遍受規範於憲法或憲法性文件及刑事訴訟法典中，如加拿大憲法、法國2000年最新修改的刑事訴訟法典、俄羅斯2001年新刑事訴訟法典等。

### 联合国
1948年12月10日，無罪推定原則在聯合國大會通過的《世界人權宣言》中，首次獲得確認。該宣言第11條（一）規定：「凡受刑事控告者，在未經獲得辯護上所需的一切保證的公開審判而依法證實有罪以前，有權被視為無罪。」
1966年12月16日，聯合國大會通過的《公民權利和政治權利國際公約》第14條第2項規定：「凡受刑事控告者，在未依法證實有罪之前，應有權被視為無罪。」第14條第7項規定：「任何人依一國法律及刑事程序經終局判決判定有罪或無罪開釋者，不得就同一罪名再予審判或科刑。（即一事不再理）」《歐洲人權公約》第6條第2項規定，任何被指控實施犯罪的人在依法被證明有罪前，應被假定為無罪。中華人民共和國參加制定的《聯合國少年司法最低限度標準規則》（《北京規則》）也規定了此原則。

### 中華民國
《刑事訴訟法》第154條：
1. 被告未經審判證明有罪確定前，推定其為無罪。
2. 犯罪事實應依證據認定之，無證據不得認定犯罪事實。

2003年2月6日，刑事訴訟法第154條第一項修正為：「被告未經審判証明有罪確定前，推定其為無罪。」適用範圍擴及第三審（法律審）。除刑法第61條之輕微案件外，被告一、二審獲判有罪均可上訴至第三審，則在三審判決確定之前，均有該項原則之適用，故第二審縱然改判有罪，被告即尚可上訴第三審，以求翻案或平反，有罪與否尚屬未定之天，則二審為有罪裁判時，為防止被告逃亡，而採取「即辯即判，即判即押」似與此項基本原則有所牴觸。

### 中华人民共和国
中國大陸法學界在1950年代中期及1980年代初期，都對無罪推定原則進行過探討，後因1983年的「嚴打」，無罪推定曾一度被認為是法學界的「精神污染」。
直至1996年3月，修正後的《中華人民共和國刑事訴訟法》第12條明確規定：「未經人民法院依法判決，對任何人都不得確定有罪。」雖然該規定中，並未出現「推定」或「假定」無罪之規範性表述，但卻含有無罪推定的精神。同時，在該法第195條第（3）項中還相應規定了罪疑從無原則，即：「證據不足，不能認定被告人有罪的，應當作出證據不足、指控的犯罪不能成立的無罪判決。」(當前版本為第195條第（3）項,出處文中為162條第（3）項 )

### 香港
香港作為前英國屬地，繼承了英國普通法的傳統，行使無罪推定原則對待疑犯，即疑犯在未在審訊中判處罪成前，必須假設疑犯或者被告均為清白無罪。這原則貫穿香港刑事訴訟程序各步驟。英國上議院議員約翰·紳奇勳爵形容，此原則為「貫穿英國刑事法的金線」。但此原則不適用於2020年香港国家安全法施行後由國家安全處起訴的案件。
另外，無罪推定原則亦要求，控方所提出的所有證據均達到無合理疑點準則，方可以將被告定罪；否則，在疑點利益（benefit of doubt）歸於被告的原則下（另一由無罪推定原則延申出來的原則），被告會被判處無罪。
香港根據加拿大最高法院在1986年中的加拿大女王訴歐克斯案的案例，奠定了無罪推定原則的重要性。除了透過案例來保障無罪推定原則，香港亦透過成文法來進而確保其原則及其延申權利獲得認可及給予保障。
- 《香港人權法案條例》第十一(一)條確認無罪推定原則|  | 受刑事控告之人，未經依法確定有罪以前，應假定其無罪。 |
- 《香港人權法案條例》第十一(二)(庚)條保障不自我指控權及緘默權|  | 不得強迫被告自供或認罪。 |

## 影響

### 對被告
无罪推定原则的确立，既有利于维护犯罪嫌疑人、被告人的合法权益，避免冤獄的發生，也有利于实现刑事司法公正及推动其他诉讼制度的完善和发展。

### 對檢方
無罪推定原則的確立，可使警察與檢察單位在調查犯罪蒐集證據時應更為謹慎，而不致於草率辦案，栽贓無辜民眾，積極尋找證據的同時也更能接近真相，達到罪刑相當原則的要求。
近年來，中華民國法務部主張制定《刑事妥速審判法》，草案規定刑案審理超過十年或十二年仍未判決確定者，除非可歸責於被告或辯護律師的不當拖延，否則法院可以裁定「駁回起訴」。有輿論認為這是頂著「保障人權」旗號，因為是涉及法律實務專業之現實障礙，然而從法學理論還是司法實務的角度，《刑事妥速審判法》的內容仍有待商榷。本法一旦通過，最可能適用於諸如蘇建和案等久判不決之案件，但蘇建和本人表示：「與其制定速審法，不如徹底落實無罪推定原則。」並不支持這法律通過。

## 外部連結
- （繁體中文） 統計學裡無罪推定的精神 - 國立高雄大學統計學研究所 （页面存档备份，存于）